# Ștefan Baiaram
Ștefan Baiaram (n. 31 decembrie 2002, Craiova, România) este un fotbalist român, care joacă pe post de atacant sau mijlocaș la CSU Craiova în SuperLiga României. Pe plan internațional, are prezențe la națională pentru România Sub-17 și România Sub-21.

## Legături externe
- Profilul lui Ștefan Baiaram pe Soccerway
- Ștefan Baiaram Arhivat în 14 iulie 2019, la Wayback Machine. la lpf.ro